# The Gift of Game
The Gift of Game är rapmetalbandet Crazy Towns debutalbum, utgivet 1999. Det innehåller hiten "Butterfly".

## Låtlista
| Nr  | Titel                                    | Längd |
| --- | ---------------------------------------- | ----- |
| 1.  | Intro                                    | 0:28  |
| 2.  | Toxic                                    | 2:48  |
| 3.  | Think Fast                               | 3:55  |
| 4.  | Darkside                                 | 3:53  |
| 5.  | Black Cloud                              | 5:03  |
| 6.  | Butterfly                                | 3:37  |
| 7.  | Only When I'm Drunk                      | 2:49  |
| 8.  | Hollywood Babylon                        | 4:24  |
| 9.  | Stick 'Em                                | 3:25  |
| 10. | Lollipop Porn                            | 3:54  |
| 11. | Revolving Door                           | 3:42  |
| 12. | Players (Only Love When They're Playing) | 4:16  |
| 13. | B-Boy 2000                               | 4:28  |
| 14. | Outro                                    | 1:21  |
| 15. | Gift of the Game                         | 0:56  |